# Romano Garagnani
Romano Garagnani (* 6. Juni 1937 in Modena; † 30. Januar 1999 ebenda) war ein italienischer Sportschütze in der Disziplin Skeet.

## Erfolge
Romano Garagnani nahm an vier Olympischen Spielen teil. Bei den Olympischen Spielen 1968 in Mexiko-Stadt erzielte er als einer von drei Schützen insgesamt 198 Treffer, das beste Resultat bei dem Wettbewerb. Im anschließenden Stechen traf Jewgeni Petrow als einziger sämtliche 25 Ziele und wurde somit Olympiasieger vor Garagnani und Konrad Wirnhier. In der zweiten Runde des Stechens hatte sich Garagnani mit 25:23-Treffern gegen Wirnhier durchgesetzt und somit die Silbermedaille gewonnen. 1972 in München belegte er den zehnten Platz. Die Spiele 1976 in Montreal beendete er auf dem elften Platz, vier Jahre darauf kam er in Moskau nicht über den 28. Platz hinaus.
1978 wurde Garagnani in Seoul mit der Mannschaft Weltmeister. Zuvor hatte er mit ihr bereits 1971 in Bologna Bronze gewonnen, was ihm 1979 in Montecatini Terme nochmals gelang. Auch im Einzel sicherte er sich 1969 in San Sebastián und 1978 in Seoul Bronze. Bei Europameisterschaften sicherte er sich ebenfalls 1978 den Titelgewinn.